# Fatima Jebli Ouazzani
Fatima Jebli Ouazzani (Meknes, Marokko, 1959) is een Marokkaans-Nederlandse filmregisseur. Zij was de eerste vrouwelijke regisseur van Marokkaanse afkomst wier film een bioscooppremière kreeg. Ze was ook de eerste Marokkaanse vrouw die op Hilversum 3 een pop-programma presenteerde (Radio Thuisland).  Ze wil echter niet in de allochtonenhoek gedrukt worden.

## Biografie
Ouazzani werd in 1959 geboren in Meknes en verhuisde in 1970 met haar ouders naar Nederland. In de jaren 1980 presenteerde ze een pop-programma op de toenmalige zender Hilversum 3, Radio Thuisland. Vanaf 1983 werkte ze als freelance programmamaker, zowel voor de radio als voor televisie.
Ze studeerde korte tijd psychologie voordat ze zich inschreef aan de Filmacademie in Amsterdam, waar ze in 1992 afstudeerde als regisseur en scenarioschrijver.

### FilmIn het huis van mijn vader
Ouazzani werd bekend met haar film In het huis van mijn vader (1997). Het was een lange documentaire over Ouazzani's eigen worsteling met de patriarchale genderverwachtingen van haar Marokkaanse familie. De film gaat over een ongetrouwde, kinderloze maar wel ontmaagde vrouw. Volgens de tradities in Marokko is zo een vrouw niets meer waard. Omdat ze zich niet wil laten uithuwelijken krijgt ze een slechte relatie met haar vader. Na zestien jaar bezoekt ze haar vader opnieuw, en wil ze uitzoeken wat het lot van haar moeder is. Op het IDFA van 1997 kreeg de film de publieksprijs.
De film debuteerde op het filmfestival van San Francisco in 1998 en won daar een Golden Spire Award. De film kreeg ook een hoofdprijs op het Marokkaanse Nationale Filmfestival 1998, hoewel de film vanwege het onderwerp niet in commerciële bioscopen in Marokko werd vertoond. In Nederland Ouazzani met de film een Gouden Kalf voor de beste lange documentaire op het Nederlands Filmfestival. Ook won ze een Irisprijs als beste Europese documentaire.
In 2018 was de film de openingsfilm op het Internationale Filmfestival in Agadir.

### Overige activiteiten
In 2005 filmde Ouazzani in een gezin in Heemstede in het kader van een thema-avond over opvoeding van de VPRO.

## Prijzen
Naast de verschillende prijzen voor In het huis van mijn vader ontving Ouazzani in 1990 samen met Kees van Vlaanderen de ADO Mediaprijs voor de radiodocumentaire Als uitersten elkaar raken.

## Filmografie
- The hymen, 1987[6]
- Het dode vlees, 1990[6]
- Het labyrint der lusten, 1991, als regieassistent
- De kleine Hélène,1992,[6] regie en scenario.[7]
- Voorbij de jaren van onschuld, 1993[6]
- In het huis van mijn vader, 1997, als regisseur
- 10 geboden - Het was weer zondig, 2000, regie en scenario[7]
- Hier woon ik, daar leef ik, 2012, regie en scenario,[7] documentaire over de geschiedenis van de Turkse migratie naar Nederland aan de hand van de verhalen van vier vrouwen.[8][9]